# الهوس (فلم)
الهوس (بالإنجليزية: Obsession) فيلم دراما، غموض، وإثارة أمريكي للمخرج براين دي بالما عام 1976، كتب السيناريو بول شريدر عن قصة كتبها بمشاركة دي بالما، قدم برنارد هيرمان الموسيقى التصويرية للفيلم قبل وفاته عام 1975. الفيلم من بطولة كليف روبرتسون وجنيفيف بوجولد وجون ليثجو  وتدور الأحداث حول رجل أعمال بارز يطارده الشعور بالذنب بعد وفاة زوجته وابنته خلال محاولة خطف وإنقاذ فاشلة. بعد سنوات، يلتقى بامرأة شابة تشبه زوجته ويقع في حبها.
صرح كل من دي بالما وشريدر، على حد سواء، أن فيلم ألفريد هيتشكوك "الدوار Vertigo" عام 1958 باعتباره مصدر الإلهام الرئيسي لفيلم "الهوس". تمت إعادة كتابة نص شريدر على نطاق واسع وقام دي بالما بتقليصه قبل التصوير، مما تسبب في إعلان كاتب السيناريو عن عدم اهتمامه بإنتاج الفيلم وإصداره لاحقًا. اكتمل الفيلم في عام 1975، والتقطت شركة أفلام كولومبيا حقوق التوزيع لكنها طالبت بإجراء تغييرات طفيفة لتقليل الجوانب التي يحتمل أن تكون مثيرة للجدل في السيناريو. صدر الفيلم أخيرًا في أواخر صيف عام 1976، أصبح أول نجاح كبير في شباك التذاكر للمخرج دي بالما وتلقى آراء متباينة من النقاد.
منح موقع قاعدة بيانات الأفلام على الإنترنت (IMDB) الفيلم درجة 6.7/ 10.

## طاقم التمثيل
كليف روبرتسون: في دور مايكل كورتلاند
جينيفيف بوجولد: في دور إليزابيث كورتلاند / ساندرا بورتيناري
جون ليثجو: في دور روبرت لاسال
ستوكر فونتيليو: في دور الدكتور ألمان
ستانلي ج. رييس: في دور المفتش بري
واندا بلاكمان: في دور ايمي كورتلاند
نيك كريجر: في دور فاربر
دون هود: في دور فيرجسون
أندريا إسترهازي: في دور دانونزيو
باتريك مكنمارا: في دور الخاطف
سيلفيا كومبا ويليامز: في دور الخادمة
ريجيس كورديك: في دور المذيع 

## أحداث الفيلم
يعيش المطور العقاري مايكل كورتلاند (كليف روبرتسون)، عام 1959، في نيو أورلينز، مع زوجته الشابة إليزابيث (جينيفيف بوجولد) وابنته الصغيرة إيمي (واندا بلاكمان). يتمكن ثلاثة رجال من اختطاف الزوجة والابنة ويتركوا خطاب للزوج يطالبه بمبلغ 500000 دولار فدية. يصارح مايكل صديقة وشريكه روبرت لاسال (جون ليثجو) بما حدث ويطلب من إبلاغ الشرطة. ينصح المفتش بري (ستانلي ج. رييس) الزوج بعدم دفع المبلغ، وتسليم الخاطفين حقيبة بداخلها أوراق وجهاز لاسلكي يمكن الشرطة من معرفة موقع الخاطفين. يقبل مايكل كورتلاند هذه الخطة التي تتسب في مطاردة فاشلة بين الشرطة والخاطفين بصحبتهم إليزابيث والطفلة إيمي، ويحدث انفجار مذهل يقتل فيه الخاطفون والضحايا. يلوم كورتلاند نفسه على وفاة عائلته.
يمر ستة عشر عامًا، وفي عام 1975 يظل كورتلاند مهووسًا بزوجته الراحلة ويزور دائماً نصبًا قام ببنائه لتخليد ذكراها، وهو نسخة طبق الأصل من كنيسة (بازيليكا دي سان مينياتو آل مونتي) في فلورنسا بإيطاليا حيث كان اللقاء بين كورتلاند وإليزابيث لأول لقاء. يقنع كورتلاند شريكه روبرت بالذهاب في رحلة عمل إلى فلورنسا وهناك يعيد كورتلاند زيارة الكنيسة ويجد امرأة شابة تدعى ساندرا بورتيناري (جينيفيف بوجولد) تشبه زوجته الراحلة. يبدأ كورتلاند التعامل مع ساندرا وتحويلها إلى نسخة إليزابيث المكررة.
يعود كورتلاند إلى نيو أورلينز مع ساندرا لإتمام الزواج، وفي ليلة الزفاف، يتم اختطاف ساندرا ويترك الخاطف رسالة هي نسخة طبق الأصل من رسالة الخاطفين قبل ستة عشر عامًا. يقرر كورتلاند تسليم الفدية، متأثراً بما حدث في الماضي، على الرغم من أنها ستدفعه إلى الخراب، ويقوم بسحب مبالغ ضخمة من حساباته وممتلكاته ويوقع متنازلاً عن دوره في مجال العقارات إلى شريكه روبرت لاسال. تتجمع الأفكار والخيوط ليصل بورتلاند إلى حقيقة أن كل شيء، بما في ذلك الاختطاف قبل 16 سنة، قد تم بتخطيط لاسال للتحكم في أسهم "بورتلاند"، ويؤدي ذلك إلى ثورة ومواجهة لشريكه الخائن، ويتصارع الاثنين وينتهي ذلك بمقتل لاسال. يتأكد بورتلاند من تواطؤ ساندرا مع لاسال، ويسارع بالذهاب إلى المطار لقتلها قبل الصعود على متن الطائرة، لكن تعود به الذاكرة، في الفلاش باك، إلى أحداث الاختطاف. يتأكد كورتلاند أن ساندرا هي ابنة آمي التي نجت وقام لاسال باخفائها لتعيش سراً مع قائم بأعمال إيطالي الذي قام بتربيتها وأطلق عليها اسم ساندرا. وعلى مر السنين، خدع لاسال الشابة الغير واعية للحوادث القديمة أن كورتلاند لم يدفع الفدية لأنه لم يحبها بما فيه الكفاية. تحاول ساندرا، التي أصبحت تحب كورتلاند، الانتحار على متن الطائرة وتغادر الطائرة على كرسي متحرك. يراها كورتلاند ويركض نحوها شاهراً مسدسًا. يحاول أحد حراس الأمن إيقافه، لكن كورتلاند يقذف الموظفين بالحقيبة المحملة بالمال، وتتبعثر محتوياتها. تشاهد ساندرا ما يحدث وتقف وتصرخ: "أبي! أحضرت المال!" يتعرف كورتلاند على هوية ساندرا أخيرًا، ويحتضن ابنته.

## إنتاج الفيلم
ابتكر دي بالما وشريدر سيناريو مستوحى من فيلم ألفريد هتشكوك "الدوار" وهو فيلم أعجب به كلاهما. يقال إن السيناريو الأصلي لشريدر كان عنوانه "ديجا فو Déjà Vu" (مرئي سابقاً) وكان أطول بكثير من الفيلم النهائي، مع مشاهد نهاية الفيلم لفترة امتدت 10 سنوات أخرى إلى ما بعد الوقت الذي انتهى فيه الفيلم النهائي. وجد دي بالما في النهاية أن سيناريو شريدر غير مقبول بسبب طوله، وأعاد كتابة وتكثيف النهاية بعد أن رفض شريدر إجراء التغييرات المطلوبة. وفقًا لدي بالما: "استمرت نهاية بول شريدر بالفعل في فعل هوس آخر. شعرت أنها معقدة للغاية، ولن تجدي، لذلك اختصرتها." وافق برنارد هيرمان، مؤلف الفيلم، على ضرورة التخلص من النهاية الأصلية، وإخبار دي بالما بعد قراءة نسخة شريدر "تخلص منها - لن ينجح ذلك أبدًا". ظل شريدر مستاءًا من إعادة كتابة دي بالما لسنوات وادعى أنه فقد كل الاهتمام بالمشروع بمجرد إجراء التغيير. أشار شريدر إلى أن "القصة الأصلية المكونة من ثلاثة أجزاء تختتم بقسم تم تحديده في المستقبل (1985). كانت فكرتي الأصلية في النص هي كتابة حب مهووس حيث تجاوز القيود العادية للوقت. قال دي بالما: "ان شريدر غير سعيد بالمرة، لقد اعتقد أنني سوف أمزق تحفته. لم يعد إلى حالته الطبيعية، في سابق عهده، منذ ذلك الحين." ومع ذلك، كانت الشائعات أن الموسيقار برنارد هيرمان هو من اقترح التخفيضات عندما كان يعمل على موسيقى الفيلم لأنه شعر أن الجزء الثالث الأخير لن ينجح. في عام 2011، تم إصدار نص شريدر الكامل المكون من ثلاثة أجزاء على فيديو آرو – بلو راي. اعتبره برنارد هيرمان أفضل فيلم في مسيرته الموسيقية.
أعرب المسؤولون التنفيذيون في شركة كولومبيا عن عدم ارتياحهم بشأن موضوع سفاح القربى، خاصة أنه تم تصويره بطريقة رومانسية للغاية. ونتيجة لذلك، تم إجراء بعض التغييرات الطفيفة على التسلسل المحوري بين روبرتسون وبوجولد، حيث تم تذويب وتموجات بصرية على مشاهد الزفاف وما بعد الزفاف للإشارة إلى أن إتمام زواجهما حدث فقط في تسلسل الأحلام. وافق بول هيرش، محرر الفيلم، على قرار إخفاء موضوع سفاح القربى، مشيرًا إلى: "اعتقدت أنه من الخطأ جر سفاح القربى إلى ما كان في الأساس لغزًا رومانسيًا، لذلك اقترحت على برايان وقلت" ماذا لو لم يحدث أبدًا؟ ماذا لو بدلاً من جعلهم يتزوجون، يحلم مايكل فقط بالزواج؟ لدينا هذه اللقطة لكليف روبرتسون نائمًا. يمكننا استخدام ذلك ثم قطع تسلسل الزفاف." وهذا ما فعلناه. لقد أصبح إسقاطًا لرغباته وليس حقيقة فعلية.
في الفيلم الوثائقي "دي بالما"، أشار المخرج إلى أنه شعر أن العيب الرئيسي في الفيلم كان في اختيار كليف روبرتسون. شعر دي بالما أن روبرتسون لم يستطع لعب معاناة الشخصية، وكان في كثير من الأحيان صعبًا في وضعه. كان دي بالما منغمسًا في مدحه لبوجولد الذي شعر أنها كان لديها الدور الأكثر صعوبة، والذي لعبته بشكل مثير للإعجاب، مما أعطى الفيلم الصدى العاطفي اللازم للمشروع.

## استقبال الفيلم
حقق الفيلم نجاحًا ماليًا غير متوقع بعد أن احتفظت شركة كولومبيا بالفيلم لمدة عام تقريبًا قبل إصداره إلى دور العرض في أواخر أغسطس، وهي "الأيام الميتة dog days" لحضور الأفلام. حصل الفيلم على آراء نقدية إيجابية كافية لإثارة الاهتمام، وحصل الموزع على أكثر من 4 ملايين دولار من الإيجارات المحلية (الولايات المتحدة وكندا).
منح موقع "الطماطم الفاسدة" الفيلم تقييماً مقداره 73% بناءاً على آراء 26 ناقداً سينمائياً، وكتب إجماع نقاد الموقع: "الفيلم وبالمقارنة لتحفة ألفريد هيتشكوك "الدوار" هو في حالة معاناة، ولكن المخرج دي بالما يترك بصمته المثيرة الإجبارية."
منح موقع "ميتاكريتيك" الفيلم تقييماً مقداره 59% بناءاً على آراء 10 نقاد سينمائيين.
كتب الناقد السينمائي روجر إيبرت: "هوس براين دي بالما هي ميلودراما مفرطة، وهذا أكثر ما أحبه فيه ... أنا لا أحب أفلامًا كهذه فقط؛ أنا أستمتع بها. في بعض الأحيان، يمكن أن يكون الإفراط في الإجهاد بمثابة مكافأة خاصة به. إذا كان لدى "الهوس" حتى أكثر دقة قليلاً، وجعلها أكثر منطقية قليلاً على مستوى منطقي ممل، لم تكن لتنجح على الإطلاق."
وصفت مجلة "فارايتي" الفيلم بأنه "دراما تشويق رومانسية رائعة وغير عنيفة ... سيناريو بول شريدر ... مزيج معقد ولكنه مفهوم من الغدر والعذاب والأنانية.
وصف ريتشارد شيكل في مجلة "تايم" الفيلم بأنه: "ترفيه رائع ... يلقي الفيلم أيضًا في ارتياح ميلودرامي كبير بعض الحقائق البشرية المعروفة: صدمة الخسارة المفاجئة، والذعر من محاولة التعويض، والحداد والشعور بالذنب الذي أعمى بطل الرواية للعديد من العلامات المشبوهة وهو يبحث عن الكفارة وفرصة لاستعادة حياته. بمعنى ما، يتيح الفيلم للمشاهدين الفرصة لفعل الشيء نفسه - من خلال العودة إلى عصر أكثر رومانسية للسينما وبسيط. ملامسة الملذات حرمت الجمهور من الروح المعادية للرومانسية للأفلام."
أشاد النقاد الآخرين بالتصوير السينمائي الأنيق للمصور فيلموس زسيجموند، وكانت موسيقى برنارد هيرمان الجميلة والرومانسية للغاية واحدة من أكثر النقاط شهرة في حياته المهنية المتميزة، مما أكسبه ترشيحًا لجائزة الأوسكار بعد وفاته (توفي الملحن في ديسمبر 1975، بعد ساعات قليلة من إكماله موسيقى فيلم "سائق التاكسي" للمخرج مارتن سكورسيزي). وضع المجلس الوطني للمراجعة فيلم "الهوس" أحد أفضل عشرة أفلام لعام 1976.
اشتكى العديد من النقاد من أن الفيلم كان مجرد تكريم لفيلم هيتشكوك "الدوار"، دون أن يكون أصليًا أو مثيرًا للاهتمام بدرجة كافية في حد ذاته باعتباره فيلمًا مثيرًا. رفضت الناقدة بولين كايل، وهي في العادة واحدة من أشد المعجبين بالمخرج دي بالما، اعتبار الفيلم "ليس أكثر من تمرين في الأسلوب، حيث تدور الكاميرا حول العدم ... "الهوس" الذي تجاوز مادته، والذي لم يكن سيئًا للغاية لتبدأ به. سيناريو شريدر ... يكون أكثر فاعلية عندما يكون أكثر رومانسية، وشفافًا عندما يحاول أن يكون غامضًا ... الحبكة ... من المحتمل أن تكون قد اكتشفت اللغز في وقت مبكر جدًا."

## موسيقى الفيلم
الموسيقى التصويرية المسجلة على القرص المضغوط CD التي قام بتأليفها وإدارتها برنارد هيرمان أصدرتها شركة "ميوزك بوكس" على قرصين: يعرض القرص الأول "موسيقى الفيلم" والقرص الثاني، "الألبوم الصوتي الأصلي لفيلم عام 1976". تم تسجيل "الموسيقى الكاملة للفيلم" من أداء أوركسترا مدينة براغ والكورس، بقيادة نيك راين (تادلو 2015).

## جوائز وترشيحات
فاز الفيلم بثلاثة جوائز ورشح لجائزتين
جوائز الأوسكار - الولايات المتحدة الأمريكية 1977: رشح لجائزة الأوسكار لأفضل موسيقى (للموسيقار برنارد هيرمان بعد وفاته)
جوائز أكاديمية أفلام الخيال العلمي والفنتازيا والرعب بالولايات المتحدة الأمريكية 1977: رشح لجائزة "جولدن سكرول" لأفضل فيلم رعب.
جوائز نقاد الموسيقى السينمائية الدولية (IFMCA) 2016: فاز بجائزة ( ) لأفضل إصدار أرشفيي لموسيقى حالية: برنارد هيرمان (موسيقى) - جورج ليتو (منتج الألبوم) - لوران لافارج (منتج الألبوم) - سيريل دوراند روجر (منتج الألبوم) - دانيال شفايجر (ملاحظات خطية) - ديفيد ماركيز (اتجاه فن الألبوم)
أفضل إصدار أرشيفي لموسيقى أعيد تسجيلها: برنارد هيرمان (موسيقى) - نيك راين (قائد أوركسترا مدينة براغ الفلهارمونية) - جيمس فيتزباتريك (منتج الألبوم) - كريستوفر هاستد (ملاحظات خطية) - ماثيو رايت (اتجاه فن الألبوم) - داميان دوهرتي (اتجاه فن الألبوم)
المجلس الوطني للمراجعة - الولايات المتحدة الأمريكية 1976: حصل على مرتبة واحد من أفضل عشرة أفلام 

## وصلات خارجية
https://mubi.com/films/obsession الهوس (فيلم)
https://www.imdb.com/title/tt0074991/ الهوس (فيلم)
https://letterboxd.com/film/obsession-1976/ الهوس (فيلم)
https://www.filmaffinity.com/us/film317239.html الهوس (فيلم)
https://www.allmovie.com/movie/obsession-v35905 الهوس (فيلم)
https://www.themoviedb.org/movie/4780-obsession الهوس (فيلم)
https://www.allocine.fr/film/fichefilm_gen_cfilm=3927.html الهوس (فيلم)
https://www.blu-ray.com/movies/Obsession-Blu-ray/210644/ الهوس (فيلم)
https://www.tcm.com/tcmdb/title/27372/obsession#overview الهوس (فيلم)